# Liste der Kulturdenkmäler in Rodgau
Die folgende Liste enthält die in der Denkmaltopographie ausgewiesenen Kulturdenkmäler auf dem Gebiet  der  Stadt Rodgau, Landkreis Offenbach, Hessen.
Hinweis: Die Reihenfolge der Denkmäler in dieser Liste orientiert sich zunächst an Stadtteilen und anschließend der Anschrift, alternativ ist sie auch nach der Bezeichnung, der vom Landesamt für Denkmalpflege vergebenen Nummer oder der Bauzeit sortierbar.
Kulturdenkmäler werden fortlaufend im Denkmalverzeichnis des Landes Hessen durch das Landesamt für Denkmalpflege Hessen auf Basis des Hessischen Denkmalschutzgesetzes (HDSchG) geführt. Die Schutzwürdigkeit eines Kulturdenkmals hängt nicht von der Eintragung in das Denkmalverzeichnis des Landes Hessen oder der Veröffentlichung in der Denkmaltopographie ab.

Das Vorhandensein oder Fehlen eines Objekts in dieser Liste ist keine rechtsverbindliche Auskunft darüber, ob es Kulturdenkmal ist oder nicht: Diese Liste entspricht möglicherweise nicht dem aktuellen Stand der offiziellen Denkmaltopographie. Diese ist für Hessen in den entsprechenden Bänden der Denkmaltopographie Bundesrepublik Deutschland und im Internet unter DenkXweb – Kulturdenkmäler in Hessen einsehbar. Auch diese Quellen sind, obwohl sie durch das Landesamt für Denkmalpflege Hessen aktualisiert werden, nicht immer aktuell, da es im Denkmalbestand immer wieder Änderungen gibt.
Eine verbindliche Auskunft erteilt allein das Landesamt für Denkmalpflege Hessen.
Nutze diese Kartenansicht, um Koordinaten in der Liste zu setzen. In dieser Kartenansicht sind Kulturdenkmale ohne Koordinaten mit einem roten bzw. orangen Marker dargestellt und können in der Karte gesetzt werden. Kulturdenkmale ohne Bild sind mit einem blauen bzw. roten Marker gekennzeichnet, Kulturdenkmale mit Bild mit einem grünen bzw. orangen Marker.

## Kulturdenkmäler nach Stadtteilen

### Dudenhofen
| Bild                             | Bezeichnung                      | Lage                                                                   | Beschreibung | Bauzeit                                                      | Objekt-Nr. |
| -------------------------------- | -------------------------------- | ---------------------------------------------------------------------- | --- | ------------------------------------------------------------ | ---------- |
| Kindergarten, Schwesternhaus     | Kindergarten, Schwesternhaus     | Dudenhofen, Dr.-Weinholz-Straße 8 LageFlur: 1, Flurstück: 444          | 1903–1904 als Kombination aus Kindergarten und Schwesternhaus erbaut. Auf dem Erdgeschoss mit Sandsteinquadern und vier Rundbogenfenstern erhebt sich ein mit Holzschindeln verkleidetes Obergeschoss mit Krüppelwalmdach. An der Giebelseite mit außen geführtem Kamin ist eine Reliefplatte mit Engelskopf angebracht, die Nachbildung einer 1939 entfernten Platte. Heute Kindertagesstätte. | 1903–1904                                                    | 42133 DDB  |
| Ruhe                             | Ruhe                             | Dudenhofen, Georg-August-Zinn-Straße 1 LageFlur: 3, Flurstück: 457     | Vor dem alten Schulgebäude steht die zweistufige „Ruhe“ aus behauenem Sandstein von 1739. Ehemaliger Standort: Feldflur westlich des Ortes. Die „Ruhe“ diente zum Absetzen von Rückentragelasten (Kiepen). | 1739                                                         | 42135 DDB  |
| Ehemalige Schule                 | Ehemalige Schule                 | Dudenhofen, Georg-August-Zinn-Straße 1 LageFlur: 3, Flurstück: 457     | 1908 in neubarockem Stil als Schulhaus erbaut, Schule bis 1961. Danach Rathaus, ab 1975 mit Gründung der Stadt Rodgau Bauamt, seit 1990 Polizeistation. Zweigeschossiger Bau auf einem Sandsteinsockel. Das hohe Walmdach trug ursprünglich einen Dachreiter. Die Rahmung des aufwendigen Eingangsportals ist mit geschwungenem Giebel und Wappen ebenfalls aus Sandstein gefertigt. | 1908                                                         | 42134 DDB  |
| weitere Bilder                   | Röm.-Kath. Kirche St. Marien     | Dudenhofen, Georg-August-Zinn-Straße 41 LageFlur: 3, Flurstück: 370    | Die römisch-katholische Filialkirche St. Marien wurde 1953/54 südwestlich des Ortskerns von Dudenhofen erbaut. Das sattelbedachte Kirchengebäude erhebt sich auf längsrechteckigem Grundriss und fügt sich nahtlos in die umgebende Wohnbebauung ein. Im Nordosten schließt ein Glockenturm mit sprossenförmig durchbrochenem Glockengeschoss und Laterne an das Kirchenschiff an. | 1953–1954                                                    | 784130 DDB |
| weitere Bilder                   | Evangelische Pfarrkirche         | Dudenhofen, Kirchstraße 4 LageFlur: 1, Flurstück: 228/1                | Die spätbarocke evangelische Pfarrkirche wurde 1769 in Sandstein-Sichtmauerwerk erbaut und erst 1969 anlässlich einer grundlegenden Renovierung verputzt. Dem rechteckigen Saalbau mit abgeschrägten Ecken und Lisenengliederung ist an seiner südöstlichen Schmalseite ein viereckiger Turm vorgesetzt, der nach oben in ein verschiefertes Achteck übergeht und als Abschluss eine Haubenlaterne trägt. Im Turm befindet sich das Kirchenportal mit zwei das Hanauer Wappen haltenden Löwen. Der quer angelegte Innenraum besitzt eine geschwungene dreiseitige Empore und gegenüber an der südwestlichen Längsseite den Altar mit einer darüber angeordneten Kanzel mit Orgelaufbau aus dem Jahr 1827. | 1769–1770                                                    | 42136 DDB  |
| Kriegerdenkmal                   | Kriegerdenkmal                   | Dudenhofen, Mainzer Straße 1 - Friedhof LageFlur: 8, Flurstück: 170/3  | Kriegerdenkmal aus Sandstein für die Gefallenen von 1870/1871 mit Inschrift, Giebelaufsatz, Helm und Kreuz. |                                                              | 42153 DDB  |
| Kriegerdenkmal                   | Kriegerdenkmal                   | Dudenhofen, Mainzer Straße 1 - Friedhof LageFlur: 8, Flurstück: 170/3  | Obelisk aus Granit auf einem mehrstufigen Sockel aus Sandstein. Eisernes Kreuz als Aufsatz. Denkmal für die Gefallenen des Ersten Weltkrieges. |                                                              | 42153 DDB  |
| weitere Bilder                   | Luther-Denkmal                   | Dudenhofen, Mainzer Straße 1 - Friedhof LageFlur: 8, Flurstück: 170/3  | Der als Luther-Denkmal bezeichnete Obelisk aus Sandstein steht auf einem hohen Postament und ist von einem Zapfenaufsatz gekrönt. Errichtet wurde das Ehrendenkmal 1817 von der evangelischen Bürgerschaft Dudenhofens. | 1817                                                         | 42154 DDB  |
| Fachwerkhaus                     | Fachwerkhaus                     | Dudenhofen, Niederröder Straße 5 LageFlur: 1, Flurstück: 248           | Das giebelständige, diagonal zur Straße ausgerichtete Fachwerkwohnhaus mit reicher Profilierung der Schwellenzone durch Kehlen zwischen den Balkenköpfen wurde laut Inschrift in der Obergeschoss-Schwelle 1754 von Johan Peter Walder und Johan Georg Seybel erbaut. Als ausführender Zimmermann ist Johan Caspar Petzinger genannt. Durch seine Anordnung tritt auch die Traufseite des dreigeschossigen Hauses mit seinem qualitätvollen Fachwerk im Straßenbild in Erscheinung. | 1754                                                         | 42137 DDB  |
| Gesamtanlage Nieuwpoorter Straße | Gesamtanlage Nieuwpoorter Straße | Dudenhofen, Nieuwpoorter Straße Lage                                   | Die Gesamtanlage umfasst einen großen Teil der nördlichen Hälfte des Ortskerns von Dudenhofen, das als Straßendorf entlang der heutigen Nieuwpoorter Straße entstand. Herausragende Einzelbauten sind innerhalb des Areals kaum anzutreffen, Fachwerk ist meist nur fragmentarisch erhalten und durch neuere Eingriffe stark verändert worden. Charakteristisch ist jedoch das Straßenbild, das durch eine gestaffelte Abfolge von giebelständigen Häusern vermittelt wird. |                                                              | 42132 DDB  |
| Fachwerkhaus                     | Fachwerkhaus                     | Dudenhofen, Nieuwpoorter Straße 10 LageFlur: 1, Flurstück: 259/3       | Das einfache, giebelständige Fachwerkwohnhaus mit Ladengeschäft im Erdgeschoss wurde um 1800 erbaut. Seine Traufseite kommt durch die davor gelegene Freifläche ebenfalls gut zur Geltung. | Um 1800                                                      | 42138 DDB  |
| Fachwerkhaus                     | Fachwerkhaus                     | Dudenhofen, Nieuwpoorter Straße 17/19 LageFlur: 2, Flurstück: 123, 124 | Das nahezu vollständig erhaltene Fachwerkwohnhaus, dessen Obergeschoss an der Giebelseite verschiefert ist, stammt aus der Mitte des 18. Jahrhunderts. | Mitte 18. Jahrhundert                                        | 42139 DDB  |
| Fachwerkhaus                     | Fachwerkhaus                     | Dudenhofen, Nieuwpoorter Straße 18 LageFlur: 1, Flurstück: 324         | Das Fachwerkwohnhaus, dessen Erdgeschoss neueren Datums ist, zeigt im Obergeschoss gut erhaltenes Fachwerk des 18. Jahrhunderts mit einer reich profilierten Schwellenzone und geschnitzten Knaggen. | 18. Jahrhundert                                              | 42140 DDB  |
| Fachwerkhaus                     | Fachwerkhaus                     | Dudenhofen, Nieuwpoorter Straße 22 LageFlur: 1, Flurstück: 318         | Das Erdgeschoss des Wohnhauses wurde vollständig erneuert, während das einfache Fachwerk des Obergeschosses aus dem 18. Jahrhundert erhalten blieb. | 18. Jahrhundert                                              | 42141 DDB  |
| Fachwerkhaus                     | Fachwerkhaus                     | Dudenhofen, Nieuwpoorter Straße 24 LageFlur: 1, Flurstück: 314, 315/1  | Das Obergeschossfachwerk mit Giebel- und langgestreckter Traufwand stammt aus der ersten Hälfte des 18. Jahrhunderts, während das massive Erdgeschoss neueren Datums ist. Das Fachwerk zeigt neben reich profilierter Schwellen auch Schnitzereien an den Eckpfosten und Knaggen. | 1. Hälfte 18. Jahrhundert                                    | 42142 DDB  |
| weitere Bilder                   | Fachwerkhaus                     | Dudenhofen, Nieuwpoorter Straße 30 LageFlur: 1, Flurstück: 307/1       | Das massive Erdgeschoss des Wohnhauses wurde im 20. Jahrhundert erneuert, das kräftige Fachwerk mit für den Rodgau typischem, geschosshohem Andreaskreuz stammt aus dem 18. Jahrhundert. | 18. Jahrhundert                                              | 42143 DDB  |
| weitere Bilder                   | Fachwerkhaus                     | Dudenhofen, Nieuwpoorter Straße 32 LageFlur: 1, Flurstück: 306         | Das Eckhaus an der Einmündung zur Mittelstraße hat ein massives Erdgeschoss aus neuerer Zeit. Unter der hölzernen Giebelverkleidung und dem Putz auf der Traufseite verbirgt sich Fachwerk des 18. Jahrhunderts. | 18. Jahrhundert                                              | 42144 DDB  |
| weitere Bilder                   | Hofreite                         | Dudenhofen, Nieuwpoorter Straße 58 LageFlur: 1, Flurstück: 277         | Die Form der Doppelhofreite mit zwei hintereinander gestellten Wohnhäusern aus Fachwerk des 18. Jahrhunderts ist typisch für die Ortslage. Ein schmaler, langer Hof und parallel zu den Wohnhäusern gereihte Nebengebäude vervollständigen das Anwesen. Das einfache Fachwerk weist im Obergeschoss ein Schwellenprofil sowie ein Andreaskreuz und leicht geschwungene Streben auf. | 18. Jahrhundert                                              | 42145 DDB  |
| Fachwerkhaus                     | Fachwerkhaus                     | Dudenhofen, Nieuwpoorter Straße 68 LageFlur: 1, Flurstück: 260/1       | Das als Geschäftshaus (Apotheke) genutzte Haus aus dem 18. Jahrhundert zeigt giebelseitig ein vollständiges Fachwerk mit gekrümmten Streben und einem profilierten Schwellenbalken. Die traufseitigen Dachgauben sind neueren Datums. Das Haus bildet zusammen mit den Hausnummern 70 und 76 einen Teil der die Ortsmitte prägenden Hausgruppe. | 18. Jahrhundert                                              | 42146 DDB  |
| Fachwerkhaus                     | Fachwerkhaus                     | Dudenhofen, Nieuwpoorter Straße 70 LageFlur: 1, Flurstück: 258         | Das Wohnhaus mit Fachwerkobergeschoss stammt aus der ersten Hälfte des 18. Jahrhunderts. Über dem massiven, erneuerten Erdgeschoss zeigt sich straßenseitig eine stark gegliederte Giebelfront mit profilierten Schwellen, geschwungenen Streben, Knaggen mit Herzmotiv sowie geschnitzten Eckpfosten mit Inschrift. Das Haus bildet zusammen mit den Hausnummern 68 und 76 einen Teil der die Ortsmitte prägenden Hausgruppe. | 1. Hälfte 18. Jahrhundert                                    | 42147 DDB  |
| weitere Bilder                   | Fachwerkhaus                     | Dudenhofen, Nieuwpoorter Straße 76 LageFlur: 1, Flurstück: 251         | Das Fachwerkhaus aus dem 18. Jahrhundert besitzt ein massiv erneuertes Erdgeschoss. Im Obergeschoss zeigen sich Eckstreben mit Gegenstreben, geschnitzte Knaggen und Schwellenprofilierungen. Das Haus bildet zusammen mit den Hausnummern 68 und 70 einen Teil der die Ortsmitte prägenden Hausgruppe. | 18. Jahrhundert                                              | 42148 DDB  |
| Ehemaliges Schulhaus             | Ehemaliges Schulhaus             | Dudenhofen, Nieuwpoorter Straße 90 LageFlur: 1, Flurstück: 230/2       | Bei dem „Rektor-Geißler-Haus“ genannten Gebäude handelt es sich um das 1818 erbaute erste Schulhaus Dudenhofens, damals mit Lehrerwohnung und Bürgermeisterzimmer. Der Fachwerkbau mit flachem Walmdach und durch den Schulsaal ungewöhnlich hohem Erdgeschoss steht frei vor der evangelischen Pfarrkirche. Süd- und Westwand sind mit Schiefer verkleidet. Bis 1908 wurde das Haus als Schulhaus genutzt, nach Leerstand und Ortsbibliothek seit 2002 als Standesamt. | 1818                                                         | 42149 DDB  |
| Pfaltzkreuz                      | Pfaltzkreuz                      | Dudenhofen, Niewpoorter Straße 90 LageFlur: 1, Flurstück: 230/2        | Das aus Sandstein errichtete Gedenkkreuz mit Eichenkranz für den bei einem Jagdunfall 1841 ums Leben gekommenen Johann Friedrich Pfaltz stand ursprünglich am Unglücksort in der Himmelschneise, südöstlich von Dudenhofen. Es wurde bei der Umgestaltung des Kirchenvorplatzes Ende des 20. Jahrhunderts hierin versetzt. | 1884                                                         | 42155 DDB  |
| Hofreite                         | Hofreite                         | Dudenhofen, Nieuwpoorter Straße 92 LageFlur: 1, Flurstück: 120         | Die komplett erhaltene Hofanlage mit Fachwerkwohnhaus aus dem frühen 18. Jahrhundert und zum Teil massiver Scheune aus Natursteinmauerwerk des 19. Jahrhunderts befindet sich in städtebaulich wichtiger Lage am Rande des Kirchenvorplatzes. Das dreizonige Fachwerk des Wohnhauses weist, für Rodgau ungewöhnlich, einen liegenden Stuhl auf. | Anfang 18. Jahrhundert (Wohnhaus), 19. Jahrhundert (Scheune) | 736772 DDB |
| Fachwerkhaus                     | Fachwerkhaus                     | Dudenhofen, Nieuwpoorter Straße 114 LageFlur: 1, Flurstück: 87         | Das giebelständige, im 18. Jahrhundert erbaute Fachwerkhaus ist komplett im Ursprung erhalten. Selten für die Region ist das Fischgrätenmuster der Mittelpfostenfigur im Obergeschoss. | 18. Jahrhundert                                              | 42150 DDB  |
| Fachwerkhaus                     | Fachwerkhaus                     | Dudenhofen, Nieuwpoorter Straße 120 LageFlur: 1, Flurstück: 73         | Das giebelständige Fachwerkhaus aus dem 18. Jahrhundert mit Krüppelwalm ist seit Mitte des 19. Jahrhunderts im Erdgeschoss verputzt und im Ober- und Dachgeschoss verschindelt. Die Fensteranordnung ist original erhalten. | 18. Jahrhundert                                              | 42151 DDB  |
| Ehemalige Schule                 | Ehemalige Schule                 | Dudenhofen, Nieuwpoorter Straße 130 LageFlur: 1, Flurstück: 142/1      | Der markante Bau am nördlichen Ortseingang wurde 1880 als „Doktorhaus“ erbaut. Hier wohnte und praktizierte der Gemeindearzt. Das Gebäude wurde aus Ziegelmauerwerk mit Sandsteinsockel und -gesimsen errichtet. In der insgesamt vierachsigen Hauptfassade tritt ein zweiachsiger Mittelrisalit hervor. Ein Dreiecksgiebel schließt diesen nach oben hin ab, ohne über das flache Walmdach hinaus zu ragen. Seit den 1960er Jahren wird das Anwesen von verschiedenen sozialen und politischen Organisationen genutzt. | 1880                                                         | 42152 DDB  |

### Hainhausen
| Bild           | Bezeichnung                        | Lage                                                               | Beschreibung | Bauzeit   | Objekt-Nr. |
| -------------- | ---------------------------------- | ------------------------------------------------------------------ | --- | --------- | ---------- |
| weitere Bilder | Katholische Pfarrkirche St. Rochus | Hainhausen, August-Neuhäusel-Straße 24 LageFlur: 3, Flurstück: 237 | Die Katholische Pfarrkirche St. Rochus wurde 1890–1893 erbaut. Sie ist der Nachfolgebau der Rochuskapelle, die um 1650 errichtet wurde und etwa 55 Meter östlich der heutigen Kirche stand. Aus der Rochuskapelle verbrachte man vor deren Aufgabe den auf 1687 datierte Altaraufsatz mit Darstellung des Heiligen Rochus in die neue Kirche. St. Rochus birgt auch ein Vesperbild aus Holz aus der Mitte des 14. Jahrhunderts. Die alte Rochuskapelle wurde 1960 abgerissen. | 1890–1893 | 42157 DDB  |
| Fachwerkhaus   | Fachwerkhaus                       | Hainhausen, Heinrich-Sahm-Straße 6 LageFlur: 3, Flurstück: 240     | Um 1700 entstand das dreizonige Fachwerkhaus, das bis auf die hintere Giebelwand fast komplett erhalten ist, einschließlich der originalen Fenster. Die vordere Giebelwand ist außergewöhnlich schmuckvoll gestaltet. Sie zeigt im oberen Teil genaste S-Streben und in den Brüstungsfeldern des Obergeschosses Schnitzrauten. | Um 1700   | 42159 DDB  |
| Rodau-Brücke   | Rodau-Brücke                       | Hainhausen, Rodau (Gew II) (Burgstraße) LageFlur: 3, Flurstück: 41 | Die Bedeutung als im Kreis seltenes Verkehrsdenkmal des 19. Jahrhunderts macht die kleine einbogige Brücke über die Rodau schützenswert. Sie wurde 1872 errichtet und 2010 erneuert. Der Stichbogen besteht aus Sandsteinquadern, in den Wangen sind großformatige Hausteine verbaut. Eine Tafel mit Inschrift an der Außenseite der südlichen Brüstung weist auf den Baumeister Jakob Tamm und den Bauherrn Bürgermeister Martin Jäger hin.                                  | 1872      | 42158 DDB  |

### Jügesheim
| Bild                     | Bezeichnung                          | Lage                                                         | Beschreibung | Bauzeit                   | Objekt-Nr. |
| ------------------------ | ------------------------------------ | ------------------------------------------------------------ | --- | ------------------------- | ---------- |
| weitere Bilder           | Wasserturm                           | Jügesheim, Am Wasserturm 17 LageFlur: 19, Flurstück: 283     | Wie zwei weitere Türme des Wasserzweckverbandes Offenbach ist der Jügesheimer Wasserturm 1936–1938 erbaut worden. Mit seiner Höhe von 45,50 Metern war er bis 1979 für die Jügesheimer Wasserversorgung zuständig. Der weithin sichtbare Turm aus Backsteinmauerwerk mit Betonbändern und rundem Behälterteil wird von einer schiefergedeckten, spitzen Haube abgeschlossen. Die abgetreppten, durchbrochenen Stützwände orientieren sich bewusst an den Formen der Strebepfeiler der neugotischen St.-Nikolaus-Kirche im Innerort. Die beidseitig der Eingangstür angebrachten Drachenbrunnen sind neueren Datums nach originalen Vorlagen. Über dem Schlussstein des Türbogens ist das Jügesheimer Wappen mit der Jahreszahl des Baubeginns angebracht. | 1936–1938                 | 42178 DDB  |
| weitere Bilder           | Kapelle                              | Jügesheim, Eisenbahnstraße LageFlur: 5, Flurstück: 301       | 1874 wurde die heutige „Kapelle Mater Dolorosa“ in Nachfolge einer kleinen Wegekapelle in Fachwerk aus dem 18. Jahrhundert errichtet. Der verputzte Bau mit schwarzem Schieferdach wird durch ein sandsteingefasstes Portal und ebensolche Spitzbogenfenster an beiden Längsseiten aufgelockert. Über dem Eingang befindet sich eine Nische für eine Heiligenfigur. | 1874                      | 42163 DDB  |
| Fachwerkhaus             | Fachwerkhaus                         | Jügesheim, Eisenbahnstraße 12 LageFlur: 1, Flurstück: 120/1  | Das weit in den Straßenraum vorspringende verputzte Fachwerkhaus wurde im Spätbarock um 1750 erbaut. Das leicht vorkragende Obergeschoss mit Walmdach lässt unter seinem Putz Fachwerk mit Zierformen vermuten. | Um 1750                   | 42162 DDB  |
| Bahnhof                  | Bahnhof                              | Jügesheim, Eisenbahnstraße 44 LageFlur: 5, Flurstück: 330/20 | Der an der 1896 eröffneten Rodgau-Bahn errichtete Typenbahnhof aus zweifarbigem Ziegelmauerwerk mit Ornamentfries und Bogenmotiv im Giebel hat einen torartigen Eingang zur ehemaligen Empfangshalle. Im Gebäude sind Kartenschalter, Warteraum und Stellwerk erhalten, letzteres mit technischer Einrichtung. Der Bahnhof bildet den optischen Abschluss der Bahnhofstraße vom alten Ortskern aus. Seit 2003 Leerstand. Um 1950 angebauter Lagerschuppen brannte 2004 ab. | 1896                      | 42164 DDB  |
| Ehemalige Ölmühle        | Ehemalige Ölmühle                    | Jügesheim, Hintergasse 34 LageFlur: 1, Flurstück: 275/1      | Das große, im Erdgeschoss verputzte Fachwerkhaus mit Krüppelwalm wurde 1738 als „Ölmühle“ in Urkunden erwähnt. Das Haus ragt in die Kurve der Hintergasse, sodass, je nach Betrachtungsrichtung, sowohl Giebel- wie Traufseite optisch den Straßenraum abschließen. 1996 wurde die Mühle von später hinzugefügten Holzverkleidungen befreit und das Fachwerk im Obergeschoss restauriert. Hierbei fand man verbaute Balken aus dem Jahr 1591. Das massive Erdgeschoss wurde neu errichtet. Heutige Nutzung als Laden- und Bürogebäude. | 1591                      | 42165 DDB  |
| Ehemalige Schule         | Ehemalige Schule                     | Jügesheim, Ludwigstraße 37 LageFlur: 1, Flurstück: 861/2     | Als „Alte Schule“ wird der zweigeschossige Putzbau mit flachem Walmdach bezeichnet. Der spätklassizistische Schulbau wurde zwischen 1870 und 1880 erbaut. Die platzartige Fläche vor dem zurückgesetzten Gebäude steigert die städtebauliche Wirkung. Die neunachsige Fassadengliederung mit Mittelrisalit und Dreiecksgiebel lässt den Bau langgestreckt erscheinen. Die Ecken werden durch Backsteinlisenen betont, während Fenster-, Portalgewände und Gurtgesimse aus Sandstein gearbeitet sind. Heute Senioren- und Jugendtreff, Stadtbücherei. | 1870/80                   | 42166 DDB  |
| Hofreite                 | Hofreite                             | Jügesheim, Mühlstraße 7 LageFlur: 3, Flurstück: 15/1         | Hier handelt es sich um die in Rodgau einzig erhaltene Minimalform einer dörflichen Hofanlage aus dem 18. Jahrhundert im Bereich der ersten Ortserweiterung Jügesheims. Historische Details wie die originale Haustür der Kleinsthofreite mit ihrem eingeschossigen Wohnhaus und dem kleinen Nebengebäude in Hakenform sind erhalten. Als Kleinbauern-, Nebenerwerbs- oder Auszüglerhof, ist das Anwesen von sozialgeschichtlicher und typologischer Bedeutung. Das weit in die heutige Straßenflucht hinein ragende Anwesen zeigt die damalige Enge der Mühlstraße. | 18. Jahrhundert           | 42169 DDB  |
| Gesamtanlage Vordergasse | Gesamtanlage Vordergasse             | Jügesheim, Vordergasse Lage                                  | Die Gesamtanlage liegt innerhalb des alten Ortskerns von Jügesheim und umfasst die Westseite der Vordergasse zwischen den Hausnummern 19 und 37. Das Areal kennzeichnet sich durch nachträglich veränderte, giebelständige Fachwerkhäuser des 18. Jahrhunderts und Neubauten, die sich in Stellung und Proportionen an ihren Vorgängerbauten orientieren. |                           | 42161 DDB  |
| weitere Bilder           | Katholische Pfarrkirche St. Nikolaus | Jügesheim, Vordergasse 18 LageFlur: 1, Flurstück: 233        | Die neugotische Kirche St. Nikolaus wurde 1870 aus Sandsteinmauerwerk erbaut. Der 45,5 Meter hohe Turm trägt einen Spitzhelm und wirkt als städtebauliche Dominante im alten Ortskern. Die Statik des schmalen Kirchenschiffs wird von außenliegenden, durchbrochenen Strebepfeilern gesichert. Das Kirchenportal befindet sich im Turmfuß. Rechts davon an der Stirnwand lehnt eine spätbarocke Kreuzigungsgruppe aus Sandstein. Aus der Vorgängerkirche etwas südlich des heutigen Baus stammt die hölzerne Kreuzigungsgruppe aus dem 17. Jahrhundert im Inneren der Kirche, sowie ein Vesperbild aus dem 16. Jahrhundert. Die Orgel wurde 1904 vom Würzburger Orgelbaumeister Balthasar Schlimbach erbaut.                                             | 1869–1871                 | 42170 DDB  |
| Fachwerkhaus             | Fachwerkhaus                         | Jügesheim, Vordergasse 25/27 LageFlur: 5, Flurstück: 187/4   | Aus dem 17. Jahrhundert stammen Ober- und Dachgeschoss in aufwendiger Form des Rodgauer Fachwerks, das Erdgeschoss ist massiv gebaut. Das reiche Zierfachwerk an der Giebelseite weist im Obergeschoss durch Fenstereinbauten teilweise gestörte Feuerböcke und durchkreuzte Rauten als Brüstungsornamente auf. Darüber sind genaste S-Streben und geschnitzte Knaggen sichtbar. Andreaskreuze und ein stehender Stuhl mit hohen Verstrebungsfiguren zieren das Fachwerk im Giebeldreieck. | 17. Jahrhundert           | 42171 DDB  |
| Lehrerhaus               | Lehrerhaus                           | Jügesheim, Vordergasse 37 LageFlur: 5, Flurstück: 214/2      | Das Doppelhaus in spätklassizistischer Form mit symmetrischer, zweifarbiger Backsteinfassade entstand gleichzeitig mit der Alten Schule in der Ludwigstraße 37 als Lehrerwohnhaus zwischen 1870 und 1880. Sockel und Gewände sind aus rotem Sandstein. Seitlich befinden sich Risalite mit Dreiecksgiebeln, in der Mitte je ein Eingang für jede Haushälfte mit gemeinsamer Außentreppe. Ein Gewölbekeller unterzieht beide Gebäudeteile. | 1870/80                   | 42172 DDB  |
| Nehlhaus                 | Nehlhaus                             | Jügesheim, Vordergasse 53 LageFlur: 5, Flurstück: 220        | Die Hofreite wurde um 1680 erbaut, während das original erhaltene Hoftor im Sturzbalken eine Inschrift mit der Jahreszahl 1720 aufweist. Das Anwesen ist ein selten vollständiges Beispiel für den früher im Rodgau üblichen Hoftyp auf einer langen und schmalen Parzelle. Das massive, in neuerer Zeit veränderte Erdgeschoss trägt Fachwerk mit den hier häufigen markanten Verstrebungsfiguren und stehendem Stuhl. Die Toranlage aus massiven Hölzern besteht aus einer großen Durchfahrt mit abgerundeten Kopfbändern und einer kleinen Pforte mit gitterartiger Struktur. Geschützt wird die Toranlage durch eine Ziegelverdachung. | Um 1680                   | 42174 DDB  |
| Fachwerkhaus             | Fachwerkhaus                         | Jügesheim, Vordergasse 65 LageFlur: 5, Flurstück: 234        | Das Fachwerk des giebelständigen Wohn- und Geschäftshauses aus dem 18. Jahrhundert ist vollständig mit Holzschindeln verkleidet. Die originale Fenstereinteilung und der zweifache Vorsprung im Giebel lässt auf barockes Fachwerk mit Zierformen schließen. Das Erdgeschoss wurde im 20. Jahrhundert durch einen Ladeneinbau verändert. | 18. Jahrhundert           | 42175 DDB  |
| Fachwerkhaus             | Fachwerkhaus                         | Jügesheim, Vordergasse 73/75 LageFlur: 5, Flurstück: 240/1   | Das giebelständige Wohnhaus mit Fachwerkobergeschoss entstand in der ersten Hälfte des 18. Jahrhunderts. Der die Vordergasse prägende Bau weist im Fachwerkobergeschoss Mannfiguren und Zierformen, geschnitzte Kopfbänder, genaste Streben und ein Andreaskreuz auf. | 1. Hälfte 18. Jahrhundert | 42176 DDB  |
| Fachwerkhaus             | Fachwerkhaus                         | Jügesheim, Vordergasse 81 LageFlur: 5, Flurstück: 249/1      | Das zweiseitig freistehende Haus in Ecklage stammt in seinen Obergeschossen aus dem 18. Jahrhundert, das massive Erdgeschoss mit Laden ist aus neuerer Zeit. Das Fachwerk der beiden Schauseiten weist dekorative Brüstungsrauten und Mannfiguren auf. Das Fachwerk erscheint durch Rand-Überputzen der inneren Balken filigraner, als es tatsächlich ist. | 18. Jahrhundert           | 42177 DDB  |
| Friedhofskreuz           | Friedhofskreuz                       | Jügesheim, Weiskircher Straße LageFlur: 5, Flurstück: 70     | Auf hohem Postament steht das Friedhofskreuz aus Sandstein mit Eisengusskorpus und klassizistischer Ornamentik. Die Inschrift nennt 1841 als Errichtungsjahr, das Jahr der Anlage des Friedhofs. Das Kreuz wurde 1985 renoviert. | 1841, 1985 renoviert      | 42167 DDB  |
| Kriegerdenkmal           | Kriegerdenkmal                       | Jügesheim, Weiskircher Straße LageFlur: 5, Flurstück: 69     | Unmittelbar an der Friedhofsmauer steht das Denkmal für die Gefallenen des Krieges 1870/71. Der Obelisk trägt einen Kugelaufsatz, am Fuß ein Sandsteinrelief mit Eisernem Kreuz und am Sockel eine Gedenktafel. Hinter dem Denkmal breitet sich eine dreiseitig geknickte Brüstung mit eingelassenen Inschriftentafeln aus. |                           | 42168 DDB  |

### Weiskirchen
| Bild                       | Bezeichnung                       | Lage                                                                                                  | Beschreibung | Bauzeit                                   | Objekt-Nr. |
| -------------------------- | --------------------------------- | --- | --- | ----------------------------------------- | ---------- |
| Brücke über die Rodau      | Brücke über die Rodau             | Weiskirchen, Am Gräbenwäldches Feld, Molkenborn, Rodau (Gew II) LageFlur: 1, Flurstück: 149, 150, 151 | Zu den seltenen Verkehrsdenkmälern von geschichtlicher Bedeutung des 19. Jahrhunderts im Kreisgebiet zählt die zweibogige Brücke der alten Bundesstraße 448 über die Rodau in der Nähe der ehemaligen Kreuzung mit der alten B 45. Die Brücke besteht aus einem Sandsteinquadermauerwerk mit Stichbogengewölben. Als Baujahr ist inschriftlich 1810 genannt sowie eine Restaurierung im Jahr 1899. | 1810                                      | 42197 DDB  |
| Hofreite                   | Hofreite                          | Weiskirchen, Bahnhofstraße 4 LageFlur: 6, Flurstück: 19/1                                             | In Ecklage mit Traufenstellung zur Pfarrgasse bildet die Hofreite aus dem frühen 18. Jahrhundert einen Leitbau des alten Ortskerns. 1904 erhielt das Anwesen eine bemerkenswerte Toranlage aus zweifarbigem Backsteinmauerwerk mit hölzernem Hoftor. | Anfang 18. Jahrhundert                    | 42191 DDB  |
| Spritzenhaus               | Spritzenhaus                      | Weiskirchen, Bahnhofstraße 10 LageFlur: 6, Flurstück: 1035                                            | Das alte Spritzenhaus der Weiskirchener Feuerwehr entstand 1906 im Stil des Historismus. Aus dem verputzten Bau mit Bruchsteinsockel und zwei Rundbogentoren ragt fassadenbündig ein Dachreiter als Schlauchturm. Giebel und Turm sind verschindelt. Die Gesamtform erinnert an oberhessische Dorfkirchen. Das Anwesen ist seit 1995 Heimatmuseum. |                                           | 42192 DDB  |
| weitere Bilder             | Bahnhof                           | Weiskirchen, Bahnhofstraße 56 LageFlur: 7, Flurstück: 147/3                                           | Zwei Jahre nach der Eröffnung der Rodgau-Bahn 1896 fertig gestellt, entspricht das Stationsgebäude der Typenreihe aus der Epoche des Nebenbahnausbaus der Preußisch-Hessischen Staatsbahn. Der Bahnhof weist die üblichen Details dieser Reihe auf: Zweifarbiges Ziegelmauerwerk mit Ornamenten, Dachüberstand auf verzierten Konsolen, Rundbogenmotiv im Giebel, und eine große Toröffnung. Die Güterhalle wurde später angebaut. Seit 2003 wird der Bahnhof als Wohnhaus genutzt. | 1898                                      | 42193 DDB  |
| Heiligenhäuschen           | Heiligenhäuschen                  | Weiskirchen, Hauptstraße (bei Nr. 32) LageFlur: 6, Flurstück: 947                                     | Ursprünglich wurde das Heiligengehäuse im Jahr 1450 zur Unterbringung eines Vesperbilds an der Obermühle errichtet. Heute befindet sich in der Nische ein Marienbildnis. Das massive, verputzte Gehäuse mit einer Ziegeldeckung in Form eines Satteldaches ruht auf einem hohen schmucklosen Sockel mit angedeutetem Gesims. Das Heiligenhäuschen ist von orts- und religionsgeschichtlicher Bedeutung, |                                           | 42195 DDB  |
| Ehemalige Synagoge         | Ehemalige Synagoge                | Weiskirchen, Hauptstraße 57 LageFlur: 6, Flurstück: 736/3                                             | Das kleine, verputzte, giebelständige, eingeschossige Fachwerkhaus mit Satteldach erhebt sich auf längsrechteckigem Grundriss. Das Gebäude wurde ehemals als Synagoge genutzt und ist stark erneuert worden. |                                           | 823265 DDB |
| weitere Bilder             | Katholische Pfarrkirche St. Peter | Weiskirchen, Hauptstraße 80/82 LageFlur: 6, Flurstück: 5/1                                            | Der Ursprungsbau der katholischen Pfarrkirche St. Petrus in Ketten entstand vor 1287. Er wurde 1417–1491 durch einen Neubau in gotischem Stil mit nach Westen ausgerichtetem Turm ersetzt. 1890 wurde das Langhaus bis auf die Grundmauern abgetragen und ein größerer Querbau in schlichten, neugotischen Formen errichtet. 1892–1917 wurde der obere Teil des Turms erneuert. 1943 brannte die Kirche durch Kriegseinwirkungen aus und wurde bis 1949 wieder aufgebaut. Eine Erweiterung in nördliche Richtung erfolgte 1956. Erhalten sind aus gotischer Zeit die Grundmauern des Langhauses, die gewölbte Halle des Turms und der Chor mit 3/8-Schluss, hierin ein steinernes Sakramentshaus. Die Ausstattung der Kirche beinhaltet eine hölzerne Kreuzigungsgruppe (1496) über dem Altar, ein weiteres Kreuz aus dem 16. Jahrhundert und eine Barockmadonna (1692). | 1417 (Turm), 1491 (Chor), 1947 (Langhaus) | 42194 DDB  |
| weitere Bilder             | Evangelische Gustav-Adolf-Kirche  | Weiskirchen, Hoher Nickel 12 LageFlur: 6, Flurstück: 193                                              | Die Gustav-Adolf-Kirche wurde 1951/52 nördlich des Ortskerns von Weiskirchen erbaut. Das Kirchengebäude gliedert sich in ein im Straßenverlauf zurückgesetztes, sattelbedachtes, eingeschossiges Kirchenschiff und einen vorgezogenen, schlanken Campanile. | 1951–1952                                 | 784152 DDB |
| Nepomuk-Statue, Torpfosten | Nepomuk-Statue, Torpfosten        | Weiskirchen, Pfarrgasse 4 LageFlur: 1, Flurstück: 1027/2                                              | Die auf dem erneuerten Pfarrhof aufgestellte Nepomuk-Statue aus Sandstein mit sitzendem Putto auf hohem Sockel mit Inschrift stammt aus dem Jahr 1737. Als ursprünglicher Standort des Brückenheiligen wird die Rodaubrücke in der Bahnhofstraße angenommen. | 1737                                      | 42196 DDB  |